# Lee Hyekyung
Lee Hyekyung (también Yi Hyekyung y Hyekyung-Mercedes Lee en el ámbito hispánico), es una hispanista, doctora en Filosofía y Letras, coreanóloga y traductora de Corea del Sur. Profesora de la Universidad Nacional de Kyung-pook.

## Biografía intelectual
Nacida en la ciudad de Pohang, se licenció en Filología Hispánica en Corea, amplió estudios en la Universidad Autónoma de Madrid (UAM) y se doctoró en la Universidad de Alicante con una tesis acerca del género poético clásico de la literatura de coreana: siyo (시조). Además de traducir al español a escritores coreanos antiguos y modernos, ha introducido en lengua española al gran clásico coreano Wonhyo y al maestro de la Comparatística asiática contemporánea Cho Dong-il. Ha traducido a la Premio Nobel coreana Han Kang. Es investigadora del Instituto Juan Andrés de Comparatística y Globalización (Madrid y Alicante) así como directora del Instituto Juan Andrés de Estudios Hispano-Coreanos ( ‘후안 안드레스 스페인-한국학 연구소 ), centro dedicado a la investigación y divulgación del Hispanismo y la Coreanología, y en particular a la traducción de obras significativas de la literatura coreana a lengua española.

## Ediciones en español de escritores coreanos
- Kwon Ji-ye, Rompecabezas (퍼즐), Quaterni, 2024.
- Kim Il-gwang, Ballena gris (김일광, 귀신고래), Madrid, Verbum, 2020.
- Ionam Park Ji-won, Relatos (연암 박지원, 연암 박지원 소설집), Madrid, Hiperion, 2016.[5]
- Ji-Young Gong, Nuestros tiempos felices (우리들의 행복한 시간), Madrid, La Esfera de los libros, 2012.
- Kim Seungok, Viaje a Muyin, ciudad de la niebla (무진기행), Madrid, Verbum, 2011.
- Haïlji, La confesión (진술), Madrid, Verbum, 2011.
- Yi Sang, Yi Sang y otros narradores coreanos (이상 외 단편소설), Madrid, Verbum, 2005.[6][7]